# Yanjia (köping i Kina, Guizhou)
Yanjia (kinesiska: 岩架, 岩架镇) är en köping i Kina. Den ligger i provinsen Guizhou, i den sydvästra delen av landet, omkring 200 kilometer söder om provinshuvudstaden Guiyang. Antalet invånare är 15110. Befolkningen består av 7 521 kvinnor och 7 589 män. Barn under 15 år utgör 30 %, vuxna 15-64 år 62 %, och äldre över 65 år 7,0 %.